# Alzi
Alzi war ein eisenzeitliches Reich in der Gegend von Elazığ. Im Westen grenzte es an Šupa. Alzi ist aus assyrischen und urartäischen Quellen bekannt. In Alzi lag ein wichtiger Pass über den Taurus, den zum Beispiel Salmanasser III. auf seinem Feldzug gegen Urartu im Jahre 856 v. Chr. benutzte.
Die Gegend war bereits in der mittleren Eisenzeit (800–600 v. Chr.) dicht besiedelt.
Bereits Tukulti-Ninurta I. führte einen Feldzug gegen Alzi.
Unter Sargon wurde Alzi durch einen urartäischen Beamten namens Siplia regiert.
Es gibt eine Inschrift Sargons aus Malatya, die Assyrer drangen aber nicht nach Alzi ein. Veli nimmt an, dass der Euphrat zu dieser Zeit die akzeptierte Grenze zwischen Assyrien und Urartu bildete.

## Städte
- Norşuntepe, durch den Keban-Staudamm überschwemmt, Ausgrabungen durch Harald Hauptmann, Heidelberg